# Miami International Holdings
Die Miami International Holdings, Inc. (MIH), firmierend als MIAX, ist ein 2007 gegründetes amerikanisches Unternehmen, das globale Finanzbörsen und Ausführungsdienste betreibt. Das Unternehmen besitzt mehrere US-amerikanische Börsen für Aktien, Aktienoptionen und Rohstoffe. Dazu gehören die MIAX Exchange Group – bestehend aus MIAX, MIAX Pearl, MIAX Pearl Equities, MIAX Emerald und MIAX Sapphire – und die Minneapolis Grain Exchange (MGEX). Es besitzt außerdem die Bermuda Stock Exchange und Dorman Trading, einen Futures Commission Merchant. MIH hat außerdem eine Tochtergesellschaft, Miami International Technologies, die sich auf den Verkauf und die Lizenzierung von Handelstechnologien konzentriert, die von der MIAX Exchange Group entwickelt wurden. Sie ist angegliedertes Mitglied (MIAX Options) in der World Federation of Exchanges.

## Geschichte
MIH gründete die Miami International Securities Exchange (MIAX) im Jahr 2012, nachdem sie die Genehmigung der Securities and Exchange Commission (SEC) erhalten hatte. Im Jahr 2019 erwarb MIH eine Mehrheitsbeteiligung an der Bermuda Stock Exchange. Das Unternehmen erhielt die Genehmigung der SEC und startete 2020 MIAX Pearl Equities, die erste Aktienbörse von MIH. MIAX Pearl Equities erhielt Unterstützung und Unterstützung von Mitgliedsfirmen wie IMC Financial Markets, Susquehanna International Group, Two Sigma Investments, Hudson River Trading und Chicago Trading Company. Die Börse wurde auch Teilnehmer des UTP-Plans. Im Jahr 2022 erwarb MIH Dorman Trading, einen Full-Service-Futures-Commission-Händler, der bei der Commodity Futures Trading Commission (CFTC) registriert ist. Anschließend beantragte das Unternehmen ein U.S. Börsengang bei der SEC. Die Aktienbörse von MIH, MIAX Pearl Equities, erreichte Ende desselben Jahres einen Marktanteil von 0,99 %.